# Vier-Länder-Meisterschaften 2024

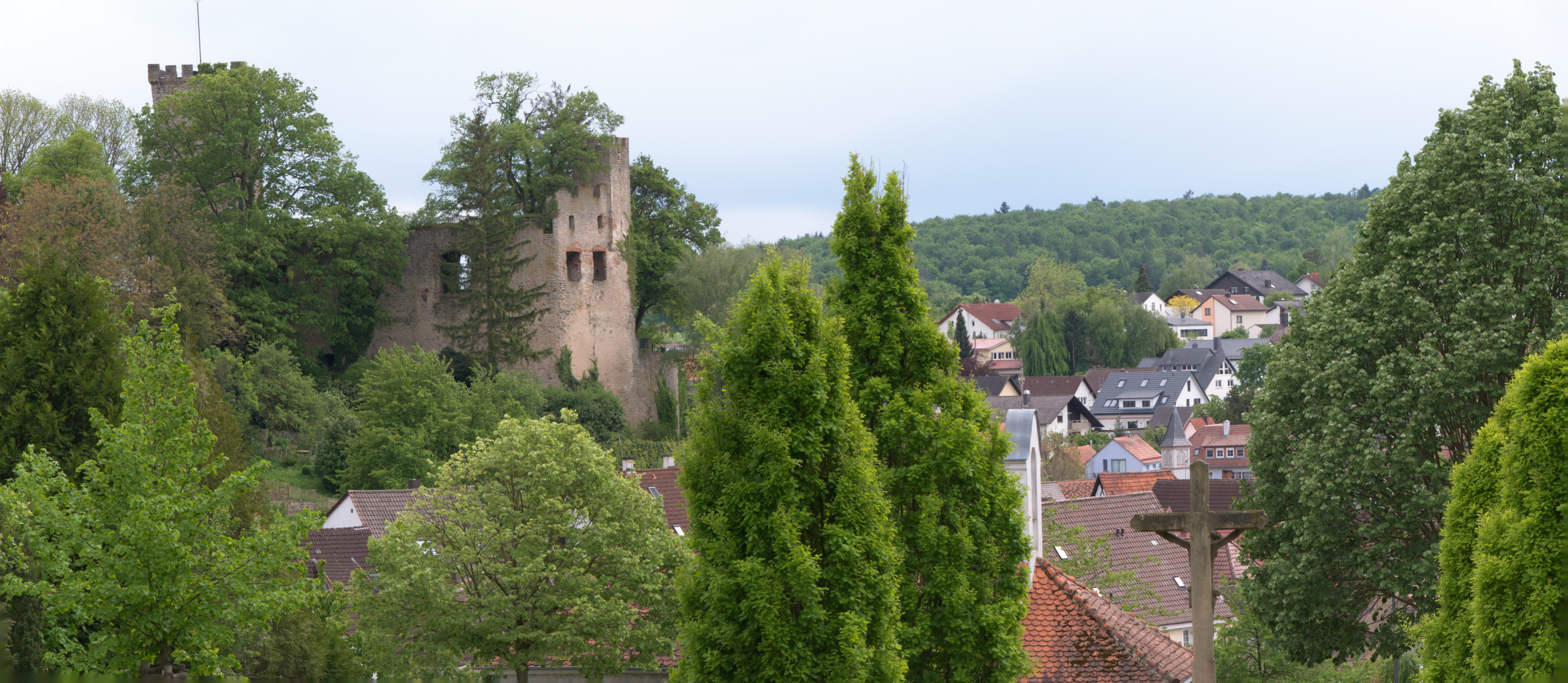
Blick über Obergrombach

 Die Vier-Länder-Meisterschaften fanden am 30. Juni 2024 im deutschen Obergrombach, einem Stadtteil von Bruchsal, statt. Im Rahmen dieses Wettbewerbs wurden die U23-Meisterschaften der Frauen im Straßenrennen von Deutschland, Luxemburg, der Schweiz und Österreich gemeinsam ausgetragen sowie die der Männer aus diesen Ländern. Ausrichter waren die Vereine Radsport Team Kraichgau mit Radsport Rhein-Neckar.
Diese internationale Form einer nationalen Meisterschaft wird seit 2018 ausgetragen, zunächst als Drei-Länder-Meisterschaft der Männer U23 von Deutschland, der Schweiz und Luxemburg. 2023 wurden die Rennen der Frauen aus diesen Ländern und aus Österreich mit ins Programm aufgenommen, 2024 für die Männer ebenfalls auf Österreich ausgeweitet. Erwartet wurden rund 200 Starter und rund 60 Starterinnen.
Gefahren wurde auf einer zwölf Kilometer langen Runde, die größtenteils über landwirtschaftliche Wege sowie über ein militärisches Sperrgebiet führt, so dass die Strecke, die schon mehrfach für Rennen genutzt wurde, gut abgesichert werden kann. Die Strecke der Frauen war 112 Kilometer lang, die der Männer 149 Kilometer.

## Ergebnisse

### Frauen

#### Gesamtwertung
| Platz | Nation      | Athlet                | Zeit (h)    |
| 1     | Schweiz     | Linda Zanetti         | 3:12:16,471 |
| 2     | Osterreich  | Elisa Winter          | 3:12:18,720 |
| 3     | Osterreich  | Tabea Huys            | 3:12:18,780 |
| 4     | Deutschland | Hannah Kunz           | 3:12:19,382 |
| 5     | Schweiz     | Jasmin Liechti        | 3:12:32,762 |
| 6     | Deutschland | Jule Märkl            | 3:17:25,517 |
| 7     | Luxemburg   | Liv Wenzel            | 3:18:09,129 |
| 8     | Schweiz     | Lorena Leu            | 3:21:02,550 |
| 9     | Luxemburg   | Layla Bartels         | 3:21:02,906 |
| 10    | Deutschland | Seána Littbarski-Gray | 3:21:02,946 |

##### Deutschland
| Platz | Athlet                  | Zeit      |
| ----- | ----------------------- | --------- |
| 1     | Hannah Kunz             | 3:12:19 h |
| 2     | Jule Märkl              | + 5:06    |
| 3     | Seána Littbarski-Gray   | + 8:43    |
| 4     | Marlene Cleves          | + 8:43    |
| 5     | Emily Fuchs             | + 8:45    |
| 6     | Clara Sophie Nitschmann | + 8:51    |
| 7     | Lena Moisescu           | + 8:52    |
| 8     | Pia Grünewald           | + 10:38   |
| 9     | Malin Bruhns            | + 10:40   |

##### Luxemburg
| Platz | Athlet         | Zeit      |
| ----- | -------------- | --------- |
| 1     | Liv Wenzel     | 3:18:09 h |
| 2     | Layla Barthels | + 2:54    |

##### Österreich
| Platz | Athlet               | Zeit      |
| ----- | -------------------- | --------- |
| 1     | Elisa Winter         | 3:12:18 h |
| 2     | Tabea Huys           | + 0:00    |
| 3     | Franziska Ehrenreich | + 8:47    |
| 4     | Johanna Martini      | + 10:39   |
| 5     | Diona Klien          | + 13:42   |

##### Schweiz
| Platz | Athlet          | Zeit      |
| ----- | --------------- | --------- |
| 1     | Linda Zanetti   | 3:12:16 h |
| 2     | Jasmin Liechti  | + 0:16    |
| 3     | Lorena Leu      | + 8:46    |
| 4     | Zoe Schiess     | + 8:53    |
| 5     | Janice Stettler | + 10:39   |
| 6     | Alia Pfiffner   | + 10:39   |

### Männer

#### Gesamtwertung
| Platz | Nation      | Athlet          | Zeit        |
| 1     | Deutschland | Niklas Behrens  | 4:07:14,302 |
| 2     | Luxemburg   | Mats Wenzel     | 4:07:16,509 |
| 3     | Luxemburg   | Arno Wallenborn | 4:07:16,678 |
| 4     | Deutschland | Louis Leidert   | 4:07:24,480 |
| 5     | Deutschland | Julian Borresch | 4:07:33,150 |
| 6     | Deutschland | Ole Theiler     | 4:07:44,062 |
| 7     | Osterreich  | Marco Schrettl  | 4:07:44,063 |
| 8     | Schweiz     | Arnaud Tendon   | 4:08:04,433 |
| 9     | Deutschland | Roman Duckert   | 4:09:41,583 |
| 10    | Deutschland | Fausto Penna    | 4:09:47,103 |

##### Deutschland
| Platz | Athlet              | Zeit      |
| ----- | ------------------- | --------- |
| 1     | Niklas Behrens      | 4:07:14 h |
| 2     | Louis Leidert       | + 0:10    |
| 3     | Julian Borresch     | + 0:19    |
| 4     | Ole Theiler         | + 0:30    |
| 5     | Roman Duckert       | + 2:27    |
| 6     | Fausto Penna        | + 2:33    |
| 7     | Tobias Müller       | + 3:17    |
| 8     | Mauro Brenner       | + 3:37    |
| 9     | Vincent John        | + 5:25    |
| 10    | Tim Torn Teutenberg | + 5:25    |

##### Österreich
| Platz | Athlet                | Zeit      |
| ----- | --------------------- | --------- |
| 1     | Marco Schrettl        | 4:07:44 h |
| 2     | Benjamin Eckerstorfer | + 4:48    |
| 3     | Philipp Hofbauer      | + 8:50    |
| 4     | Matthias Gusner       | + 11:35   |
| 5     | Paul Buschek          | + 11:45   |
| 6     | David Paumann         | + 18:30   |

##### Luxemburg
| Platz | Athlet          | Zeit      |
| ----- | --------------- | --------- |
| 1     | Mats Wenzel     | 4:07:17 h |
| 2     | Arno Wallenborn | + 0:00    |
| 3     | Alexandre Kess  | + 5:23    |

##### Schweiz
| Platz | Athlet                   | Zeit      |
| ----- | ------------------------ | --------- |
| 1     | Arnaud Tendon            | 4:08:04 h |
| 2     | Ilian Alexandre Barhoumi | + 4:48    |
| 3     | Roman Holzer             | + 3:42    |
| 4     | Fabian Weiss             | + 3:30    |
| 5     | Andrin Züger             | + 4:34    |
| 6     | Fabio Christen           | + 4:36    |